# 嘉嘉 (熊貓)
熊貓嘉嘉，雌性，原名沪宝，2009年生於四川雅安臥龍保護區的熊貓基地。

## 名字
中国于2012年赠送给新加坡的两只大熊猫——“凱凱”和“嘉嘉”的名字从新加坡举办的全国命名比赛的1000个提名中选出，分别代表“胜利”和“美丽”。这两个名字象征对新中友好关系日益增进的希望。

## 特質
- 吃東西時是個“文靜的女孩”
- 玩耍時卻是個十足的“假小子”，經常頑皮地爬到樹上睡覺，甚至把竹子搬到樹上大嚼特嚼。

## 经历
- 2012年9月6日，新加坡人在動物園歡迎大熊貓“凱凱”和“嘉嘉”的到來。
- 中新兩國政府商定，“凱凱”和“嘉嘉”將在新加坡定居10年。[2]
- 2021年，得一子，大貓熊寶寶名為「叻叻」，是首隻新加坡生產的熊貓[4]。2024年該「新住民」海歸回到四川配對[5]。
- 2022年，兩國續約五年，這一對將續住至2027年[6]。